# Tony Moran (actor)
Anthony Moran (Burbank, California; 14 de agosto de 1957) es un actor de cine y televisión estadounidense. Mide 1,83 m (6′ 0″).

## Carrera
Es conocido por haber actuado en la primera película de la saga de Halloween. Interpretó a Michael Myers en las últimas escenas de la película, cobrando la módica suma de 250 dólares por ese trabajo. También interpretó al mismo personaje en las primeras escenas de Halloween II. También participó en algunas series de TV interpretando papeles menores y primarios. Apareció en el video musical "Repentless" de la banda Slayer como un prisionero. 

## Series de TV
A continuación un listado de todas las series en las que Tony Moran actuó:
- The Burden (1979)
- The Waltons (1979)
- The Girl From Somewhere (1979)
- California Fever (1979)
- Dead Man's Riddle (1981)
- CHiPs (1981)

## Películas
Ahora una lista de todas las películas en las cuales actuó Tony Moran:
- Halloween (1978)
- Halloween II (1981)
- Beg (2009)
- The Ungovernable Force (2015)
- Death House (2017)